# Balta Verde (okręg Mehedinți)
Balta Verde – wieś w Rumunii, w okręgu Mehedinți, w gminie Gogoșu. W 2011 roku liczyła 1165 mieszkańców.